# Handboor

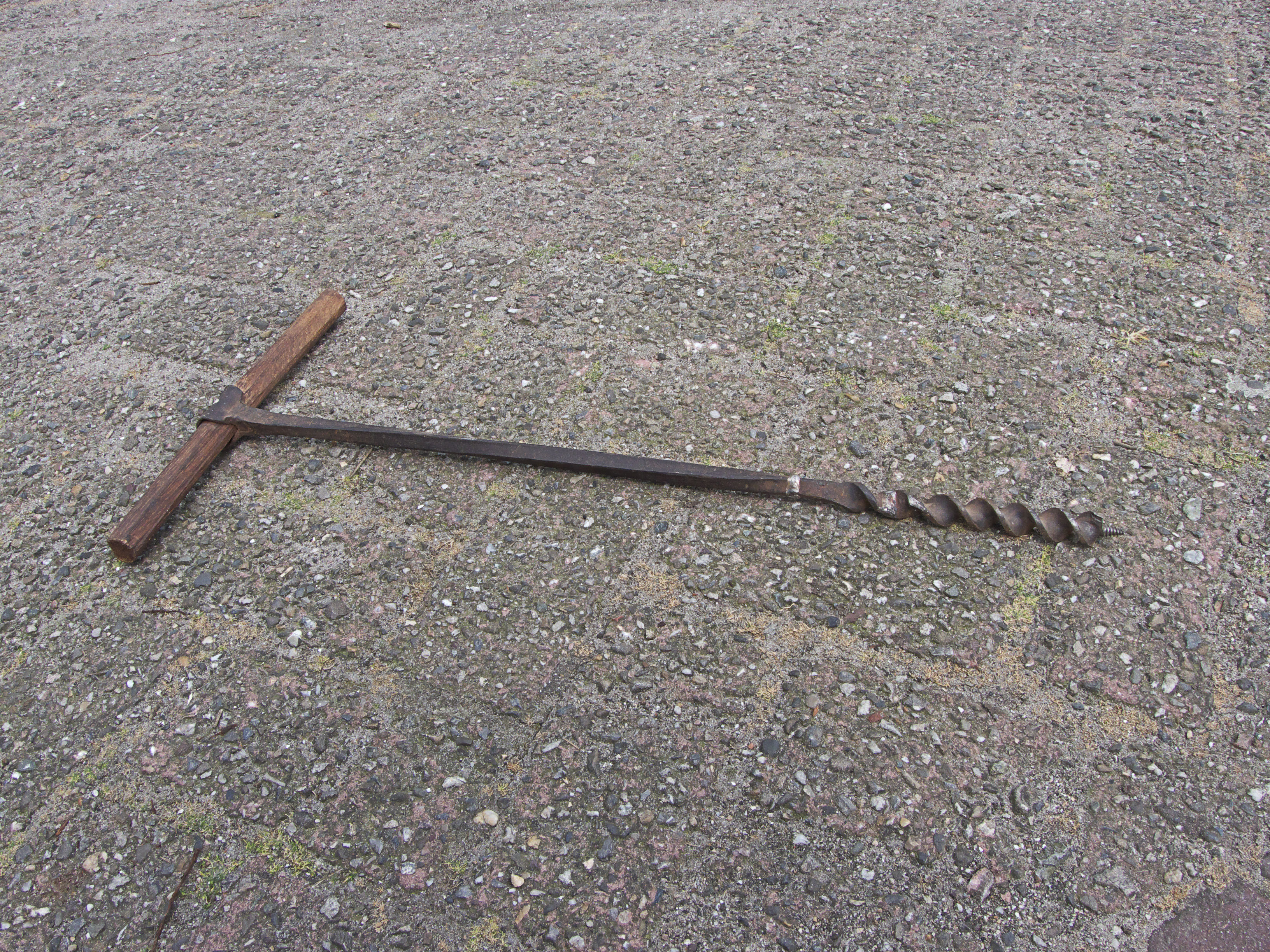
Handboor voor hout

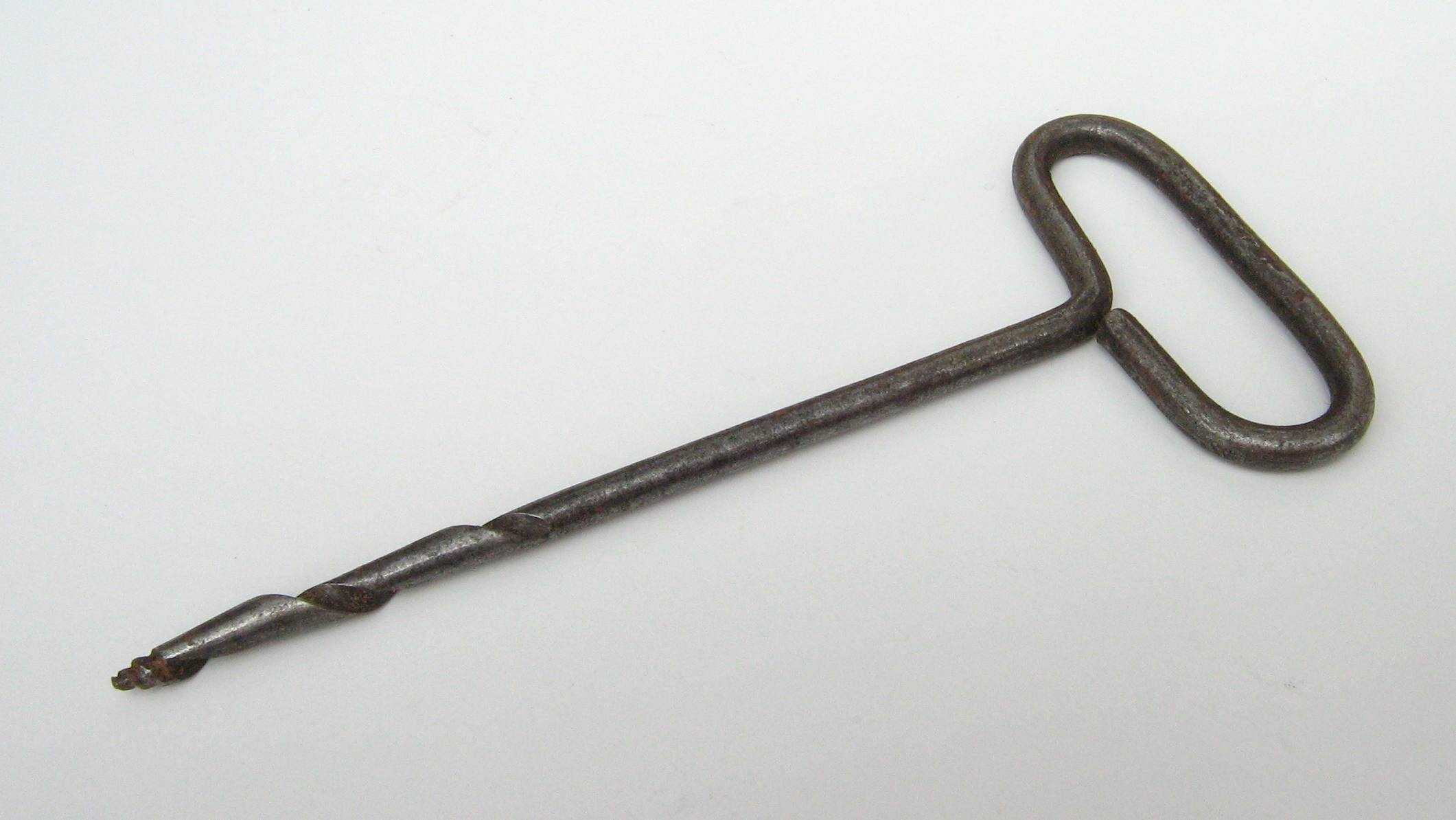
Handboortje (fretboor)

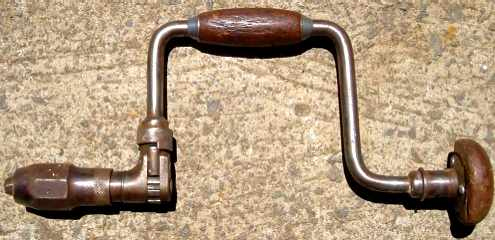
Booromslag (Slingerboor)

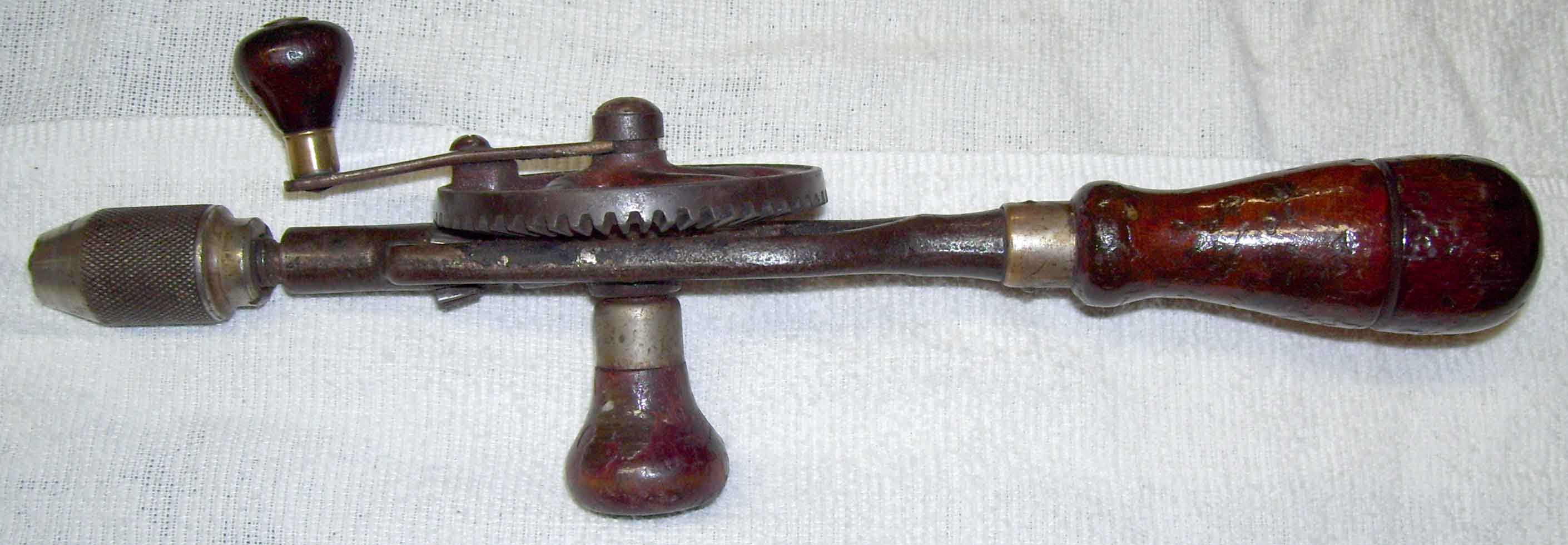
Handboor met overbrenging

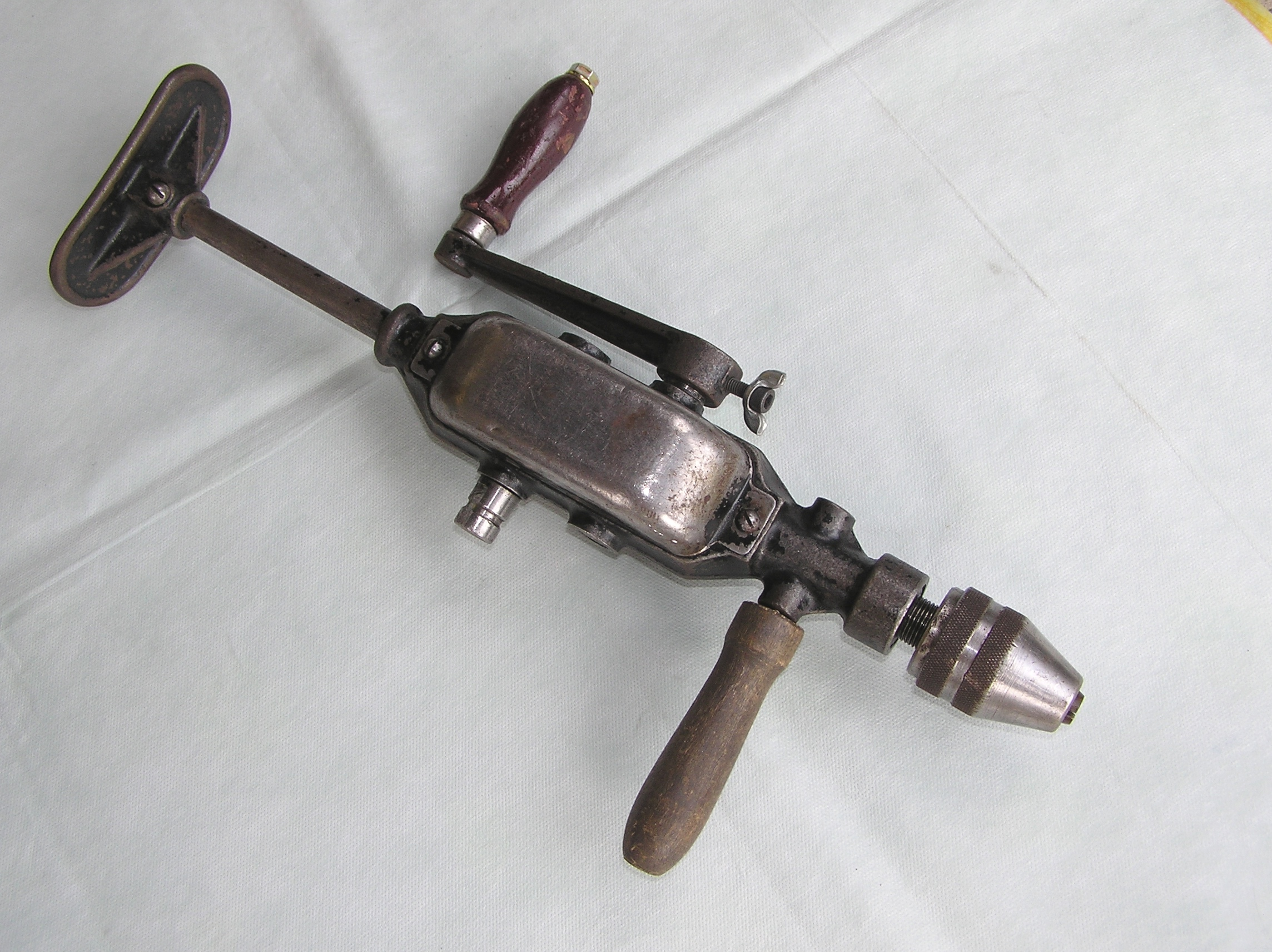
Borstboormachine

Een handboor is een boormachine of boor die met de hand wordt aangedreven.

## Soorten

### Handboor
Een handboor heeft een dwars geplaatst handvat waarmee de boor rondgedraaid kan worden. Bij een handboor voor hout is de punt schroefvormig, waardoor de boor tijdens het draaien het hout wordt ingetrokken.

### Handboortje (fretboor)
In zijn eenvoudigste vorm bestaat het uit een ijzeren stift of pen, met een taps toelopende schroefdraad op het einde, vergelijkbaar met een houtschroef (ook wel houtfret genoemd). Soms zit er een houten handvat op. De kurkentrekker is een vorm van zo'n boor.

### Booromslag
De booromslag of slingerboor is een handboormachine zonder overbrenging; iedere rondgaande beweging van de boor wordt veroorzaakt door één omwenteling van de slinger.

### Handboor met overbrenging
Om een grotere boorsnelheid te verkrijgen zijn er handboren met een overbrenging. Dit type heeft aan de boven- en aan de zijkant een handvat, de andere zijkant is voorzien van een getand wiel waaraan een zwengel is aangebracht. De vertanding van dit wiel grijpt in een kleiner conisch tandwiel. Dit tandwieltje drijft de boorhouder aan de onderkant aan. Bij het boren zal de boorhouder met een grotere snelheid draaien dan het aandrijvende zijwiel.
Een zwaarder model handboormachine met (tandwiel)overbrenging is de borstboormachine. Deze heeft in plaats van een handvat een gebogen metalen plaat die tijdens het boren tegen de borst of schouder wordt gedrukt. De machine heeft een geheel gesloten tandwielkast, beide zijkanten zijn voorzien van een uitgaande as en schroefdraad voor een afneembare handgreep. Door de zwengel op een van deze assen te plaatsen, is het mogelijk de boorhouder met twee verschillende snelheden aan te drijven.

### Handboor met pompbeweging
Bij gebruik van een handboor met pompbeweging zal het boortje sneller ronddraaien dan bij een booromslag. Er kan echter niet zoveel kracht mee gezet worden. Er kunnen daarom alleen kleine gaatjes in zacht hout mee worden geboord. Deze handboortjes worden veel gebruikt bij het figuurzagen. Voor het maken van een niet toegankelijke zaagsnede wordt hiermee eerst een gaatje geboord om het zaagje doorheen te voeren.

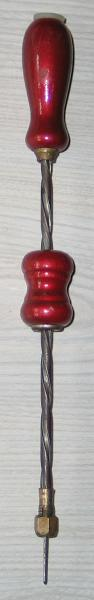
Een handboor met pompbeweging
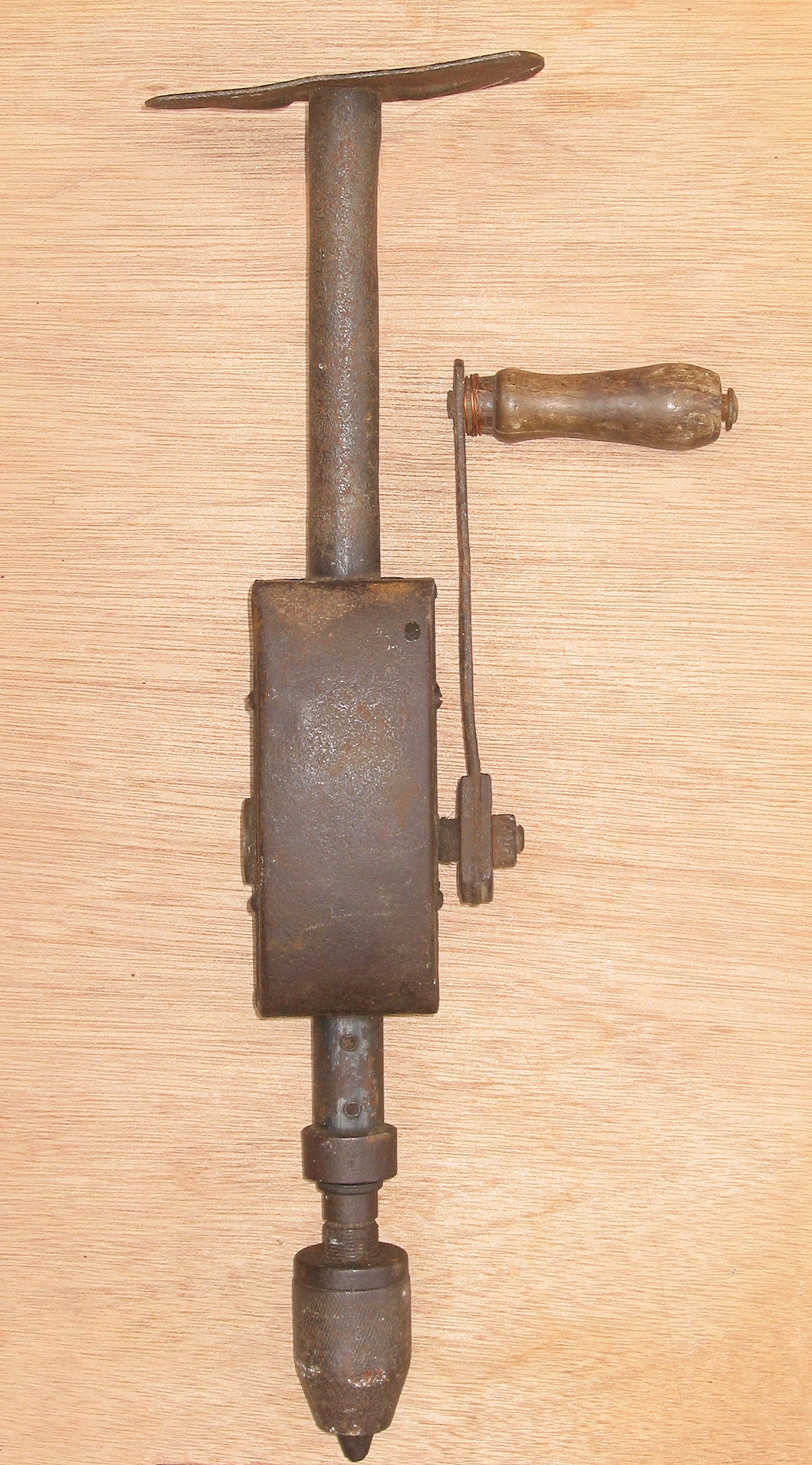
Antieke borstboormachine
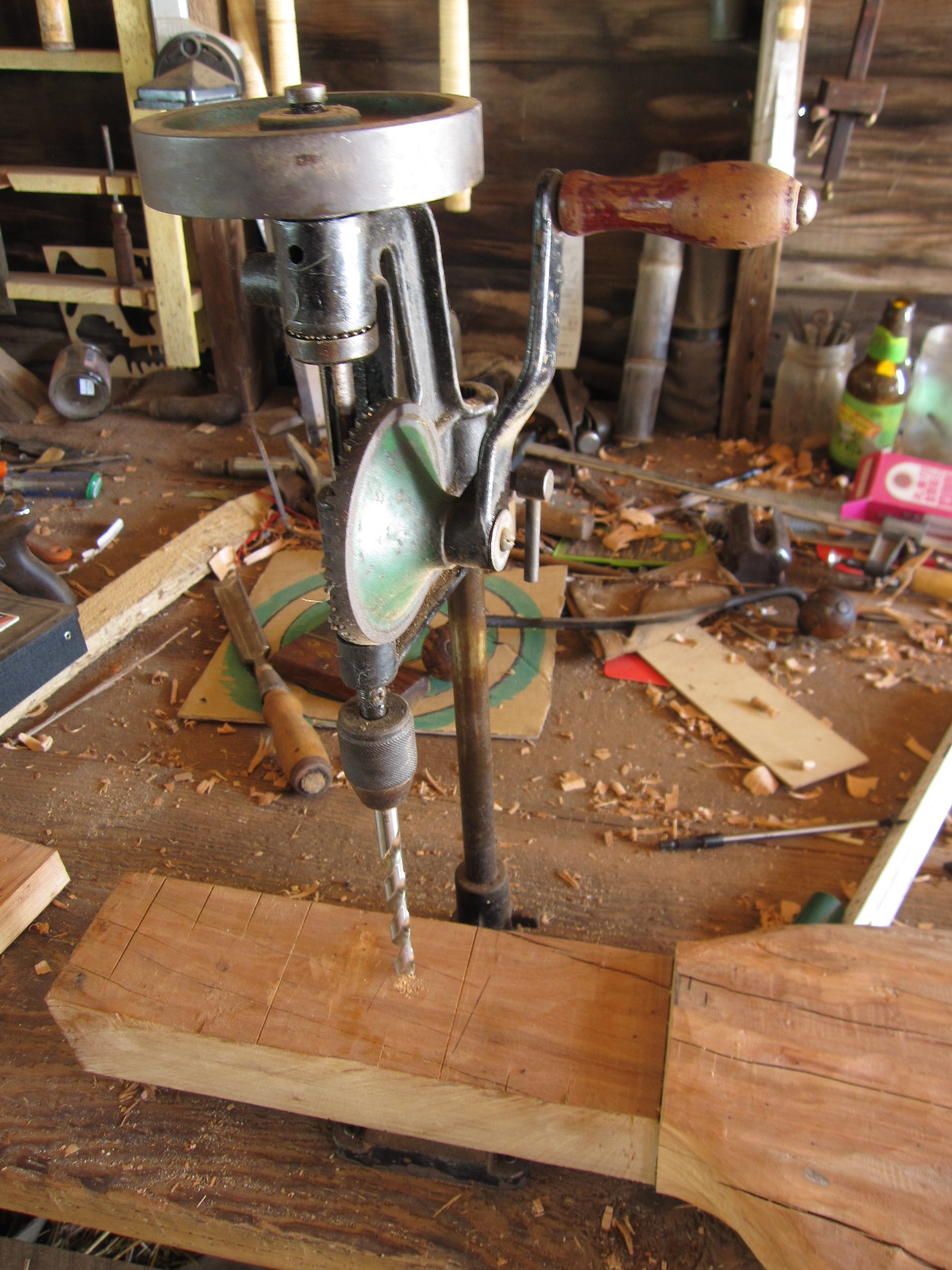
Vast opgestelde handboor met vliegwiel
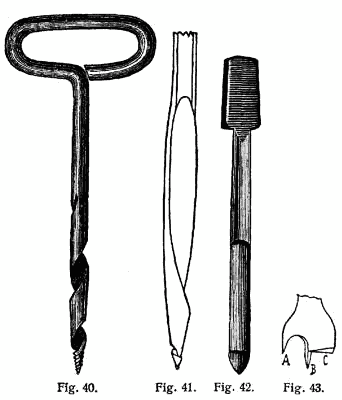
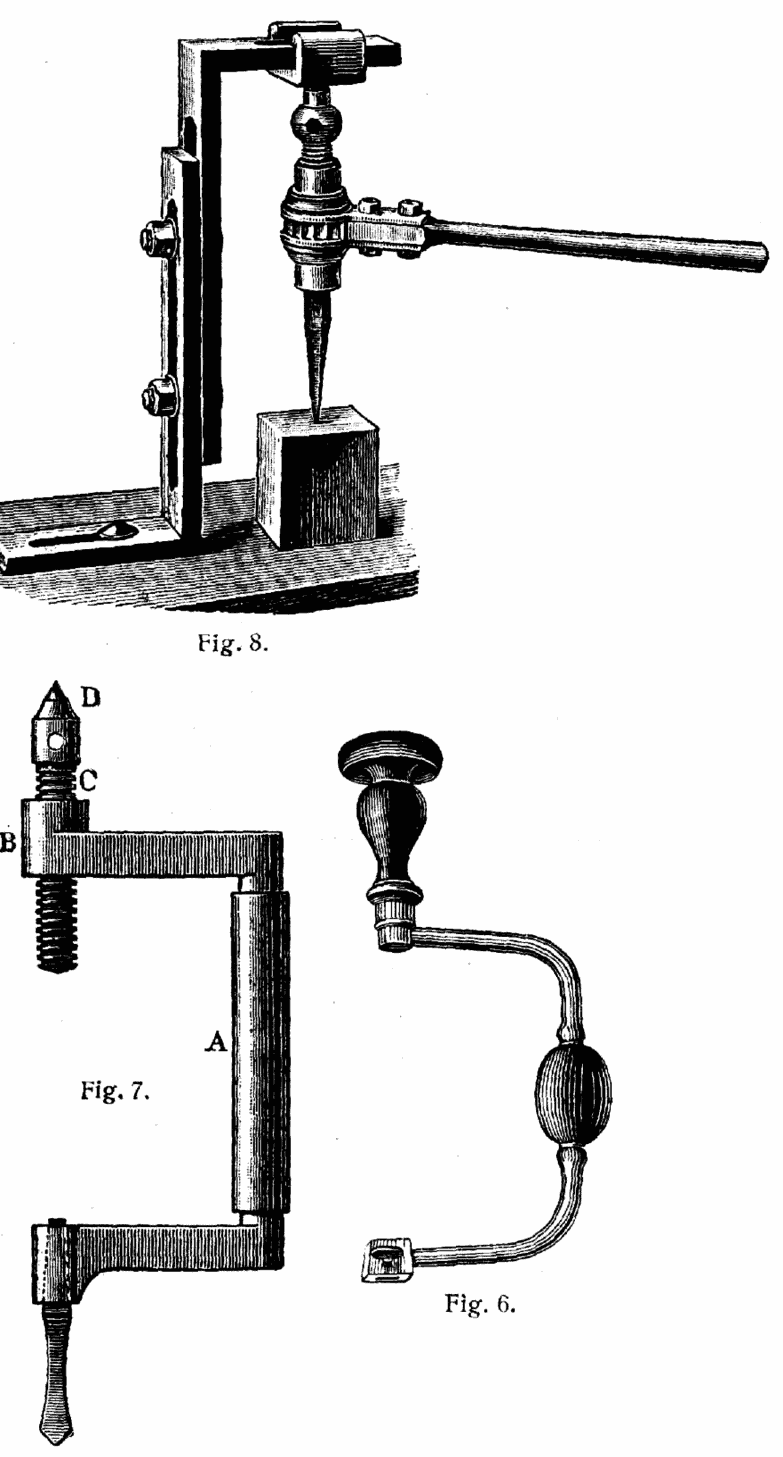
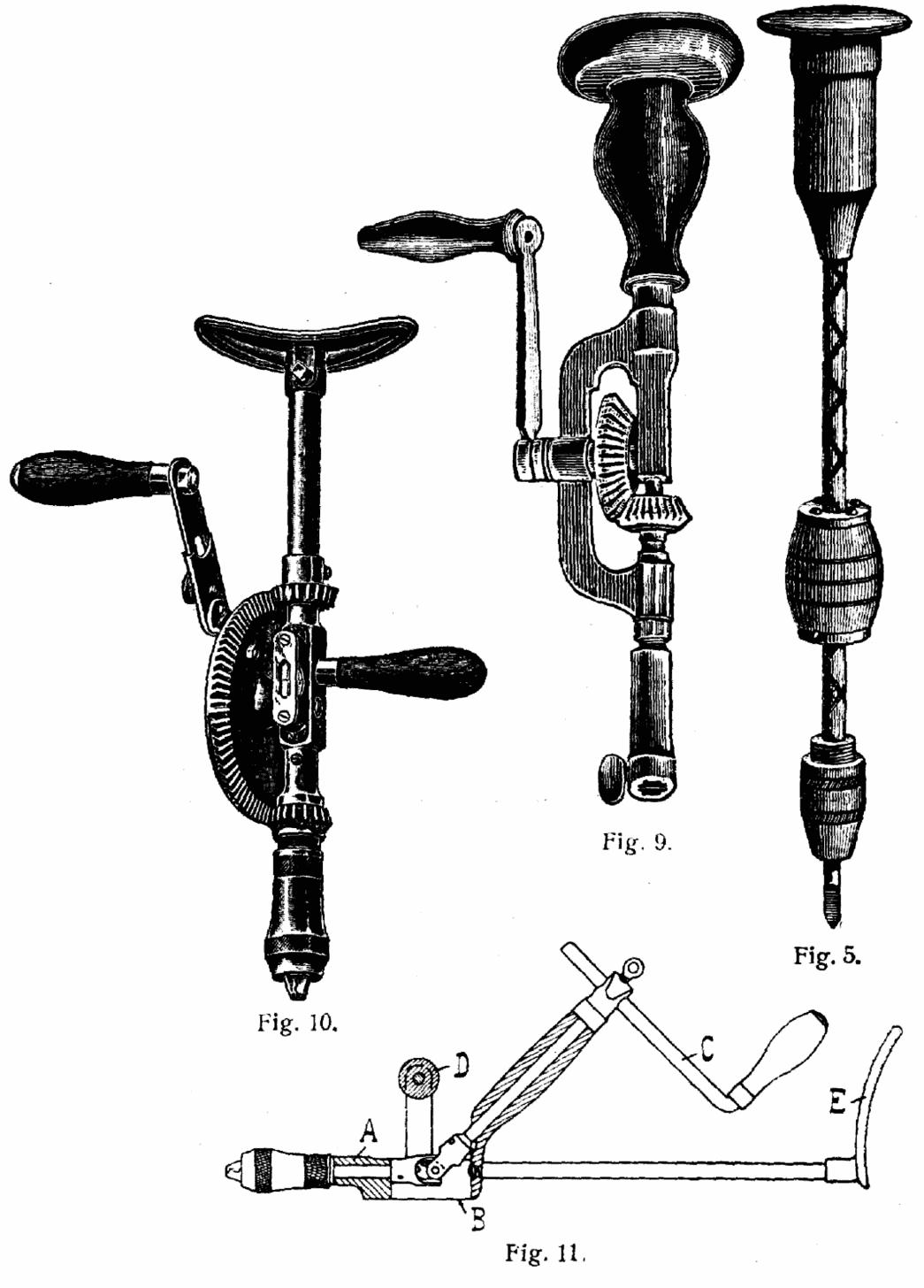
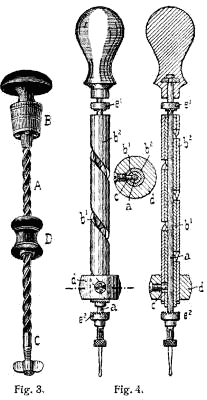